# Касита
Касита (на английски: Kasihta) е основно подразделение на северноамериканското индианско племе мускоги.
Според легендата в миналото касита и ковета са един народ, който идва от запад. След време едните, които живеят на изток започват да се наричат касита, а тези на запад ковета. В хрониките на Ернандо де Сото се споменават под името „касисте“ и че живеят близо до Талапуса. По – късно, според ранните заселници в Южна Каролина, изглежда касита живеят в горната част на река Савана. Между 1670 г. и 1686 г. са в северна Джорджия, близо до Броуд Ривър. На карти от същия период са поставени заедно с ковета в тази област. Според документи в Южна Каролина, през 1702 г. племето е на Очеси Крийк или в горната част на река Окмулги. След Войната ямаси (1715), касита се местят на Чатахучи. По това време се споменават под името „гитасе“, „усета“ и „кусета“. В преброяването от 1832 г. са посочени 7 техни отделни селища:
- едно на Ючи Крийк,
- Толамулка хачи, на Чоуоколохачи,
- Саленоджу на река Флинт,
- Сичарлича неизвестно местоположение,
- Тукабаче хаджо на Чатахучи в Алабама,
- Тускенехо Чуули близо до Уест Пойнт и
- Таласи на Опилики хачи.

Албърт Гачет споменава още един клон на племето:
- Тусилгис цоко.

След отстраняването им в Оклахома. касита се заселват в северната част на новата крикска територия, където потомците им все още живеят.